# Unterpremstätten
Unterpremstätten è una frazione di 3 964 abitanti del comune austriaco di Premstätten, nel distretto di Graz-Umgebung (Stiria). Già comune autonomo, il 1º gennaio 2015 è stato fuso con il comune di Zettling per costituire il nuovo comune mercato (Marktgemeinde), nel quale Unterpremstätten è capoluogo.